# Ipnista marina
Ipnista marina là một loài bướm đêm trong họ Erebidae.